# Kaarta
Kaarta – krótko istniejące państwo ludu Bambara, obejmujące swym obszarem tereny dzisiejszego zachodniego Mali.
Sounsa Coulibaly (1633-1650) stworzył miasto Sounsana, skłócone z królestwem Ségou. Sounsa był wnukiem Niangolo - jednego z dwóch braci którzy zapoczątkowali istnienie królestwa Bambara. Jego syn Massa Coulibaly założył dynastię Massassi. Bénéfali (1710-1745)
poszerzył granice królestwa.
Gdy Biton Coulibaly posiadł kontrolę nad Ségou, stolicą nowego Imperium Bambara, niezadowolony odłam plemienia zbiegł na zachód. W roku 1753 założyli oni królestwo Kaarty na obszarze byłego Imperium Ghany obierając za swą stolicę Nioro du Sahel. 
Na początku XIX wieku Kaarta rosła w siłę. Król Moussa Kourabo pokonał Fulan. W 1803 roku podporządkował sobie małe królestwo Khasso. Królestwo Kaarta osiągnęło swój szczyt za panowania Bodian Mariba (od 1820 do 1830). Armia Kaarty najeżdżała na Galam, Bambouk, Saloum. Następnie wojnę rozpoczęto przeciwko Diawarze.
Królestwo upadło, gdy w roku 1854 siły El Hadja Umar Talla prowadziły w Afryce Zachodniej dżihad. Armia Umar Talla obległa Nioro i doprowadziła do śmierci króla Mamadę Kandiana i jego rodzinę. W roku 1890 tereny królestwa Kaarty zostały podbite przez Francuzów pod dowództwem pułkownika Louisa Archinarda.